# باشگاه والیبال لوبه
لوبه والی (به ایتالیایی: Associazione Sportiva Volley Lube) با نام کامل باشگاه ورزشی والیبال لوبه یکی از باشگاه‌های والیبال سری آ ایتالیا  است. این باشگاه در سال ۱۹۹۰ تأسیس شد. در حال حاضر لوبه یکی از باشگاه‌های قدرتمند والیبال اروپا است.

## نام‌ها
| ۱۹۹۰-۱۹۹۵ | لوبه کریما ماچراتا              |
| ۱۹۹۵-۲۰۱۲ | لوبه بانکا مارکه ماچراتا        |
| ۲۰۱۲-۲۰۱۴ | کوچینه لوبه بانکا مارکه ماچراتا |
| ۲۰۱۴-۲۰۱۵ | کوچینا لوبه بانکا مارکه تریا    |
| ؟-۲۰۱۵    | کوچینا لوبه چیویتانووا          |

## افتخارات
- قهرمانی سری آ ایتالیا: ۲۰۰۵/۲۰۰۶، ۲۰۱۱/۲۰۱۲، ۲۰۱۳/۲۰۱۴، ۲۰۱۶/۲۰۱۷
- سوپر جام ایتالیا: ۲۰۰۶، ۲۰۰۸، ۲۰۱۰
- جام حذفی ایتالیا: ۰۱–۲۰۰۰، ۰۳–۲۰۰۲، ۰۸–۲۰۰۷، ۰۹–۲۰۰۸، ۱۲–۲۰۱۱، ۱۶–۲۰۱۷
- قهرمانی لیگ قهرمانان والیبال اروپا : ۰۲–۲۰۰۱
- جام کنفدراسیون والیبال اروپا : ۰۵–۲۰۰۴، ۰۶–۲۰۰۵
- چلنج کاپ : ۰۱–۲۰۰۰، ۰۵–۲۰۰۴، ۰۶–۲۰۰۵، ۱۱–۲۰۱۰
- قهرمان جام باشگاه های جهان : ۲۰۱۷

## بازیکنان برجسته
| - ۱۹۹۴–۱۹۹۹ اسلوبودان کواچ - ۱۹۹۶–۱۹۹۸ آندره‌آ زورزی - ۱۹۹۶–۲۰۰۳ مارکو مئونی - ۱۹۹۷–۲۰۰۱ سیمونه روزالبا - ۱۹۹۷–۲۰۰۲ ۲۰۰۳–۲۰۰۸ ۲۰۰۹–۲۰۱۱ ۲۰۱۳–۲۰۱۵ الکساندرو پاپارونی - ۱۹۹۹–۲۰۱۰ میرکو کورسانو - ۲۰۰۰–۲۰۰۱ دیان برجویچ - ۲۰۰۱–۲۰۰۳ پاسکواله گراوینا - ۲۰۰۱–۲۰۰۲ ۲۰۰۳–۲۰۰۸ آندریا گریچ - ۲۰۰۱–۲۰۰۵ مارکو براچی - ۲۰۰۲–۲۰۰۳ ادین اشکوریچ - ۲۰۰۲–۲۰۰۴ نالبرت بیتنکورت | - ۲۰۰۲–۲۰۰۵ لوئیجی مسترانجلو - ۲۰۰۳–۲۰۰۴ فابیو ولو - ۲۰۰۳–۲۰۰۸ آندریا گریچ - ۲۰۰۴–۲۰۰۵ لورنزو برناردی - ۲۰۰۵–۲۰۰۹ رودریگو سانتانا - ۲۰۰۷–۲۰۱۰ سباستین اشفیدرسکی - ۲۰۰۷–۲۰۱۱ والریو ورمیلیو - ۲۰۰۹–۲۰۱۰ آلبرتو چیزولا - ۲۰۱۰–۲۰۱۱ فاکوندو کونته - ۲۰۱۰–۲۰۱۱ رومن وادلوکس - ۲۰۱۰–۲۰۱۳ کریستین ساوانی - ۲۰۱۲–۲۰۱۴ ایوان زایتسف - ۲۰۱۲–۲۰۱۴ ساشا استاروویچ - ۲۰۱۲–۲۰۱۵ اوبر انو - ۲۰۱۳–۲۰۱۵ بارتوش کورک - ۲۰۱۵–۲۰۱۵ ریکاردو گارسیا | - ۲۰۰۸–تاکنون مارکو پودراشچانین - ۲۰۰۹–تاکنون دراگان استانکوویچ - ۲۰۱۱–تاکنون سیمونه پارودی - ۲۰۱۴–تاکنون الساندرو فی - ۲۰۱۵–تاکنون عثمانی خوانتورینا - ۲۰۱۵–تاکنون جنیا گربنیکوف - ۲۰۰۰–۲۰۰۷ ۲۰۱۵–تاکنون ایوان میلیکوویچ - ۲۰۱۵–تاکنون میکا کریستنسون۲۰۲۴ - ۲۰۲۰-تاکنون پوریا حسین خانزاده - وبگاه رسمی |